# Francisco Bolívar Zapata
Francisco Bolívar Zapata (Ciutat de Mèxic, Mèxic 1948) és un bioquímic i professor universitari mexicà.
Nascut el març de 1948 a Ciutat de Mèxic. Després de doctorar-se en bioquímica per la Universitat Nacional Autònoma de Mèxic (UNAM) va entrar a formar part del Centre d'Investigació d'Enginyeria Genètica i Biotecnologia d'aquesta mateixa universitat realitzant estudis sobre Biologia Molecular i Biotecnologia, sent un dels investigadors més destacats en el desenvolupament de tècniques per al maneig i caracterització del material genètic de les cèl·lules.
Els seus estudis han contribuït de forma molt significativa al disseny, construcció i caracterització de vehicles moleculars per a la donació i expressió de l'àcid Desoxiribonucleic (ADN). El 1977 va participar en la producció mitjançant tècniques d'enginyeria genètica de proteïnes humanes en bacteris, com la insulina i la somatostatina.
Bolívar Zapata ha estat membre de diversos comitès d'experts de la UNESCO i l'Organització Mundial de la Salut, publicant al voltant d'un centenaar d'articules i llibres divulgatius.
Membre de la junta directiva de la UNAM també és membre de El Colegio Nacional de México. Entre els nombrosos premis rebuts destaca el Premi Príncep d'Astúries d'Investigació Científica i Tècnica de 1991.